# 石山正三
石山 正三（いしやま しょうぞう、1914年2月23日 - 1973年11月14日）は、日本のロシア語学者、ロシア文学研究者。

## 経歴
1914年、東京で生まれた。東京外国語学校ロシア語科で学び卒業。
1941年、東京外国語学校講師に就いた。戦後、学制改革に伴い新制東京外国語大学助教授となり、1964年に教授昇格。1968年、学園紛争が盛んだった当時にゲバ学生を警察から庇い、金田一春彦（当時の東京外国語大学教授）から「ほんとうの教育者の態度」と讃えられた。「しかし私にはとても彼のような聖人君子にはなれそうにない」と思って金田一は辞職を決意したという。
在職中の1973年に死去。

## 著作
著書
- 『ロシア語の基礎』ナウカ社 1954
- 『ロシヤ語入門講座』(全4巻)河出書房 1955-1956
- 『新ロシヤ語入門』岩波書店 1957

訳書
- 『弁証法的唯物論と史的唯物論』スターリン著、社会主義著作刊行会(社会主義著作集) 1946
- 『収入ある地位』オストロフスキー著、日本評論社(世界古典文庫) 1947
- 『狼と羊』オストロフスキー著、弘文堂(世界文庫) 1948
- 『現実に対する芸術の美学的関係』チェルヌイシェーフスキー著、日本評論社(世界古典文庫) 1948
- 『打ちのめされた人々』ドブロリューボフ著、重石正己共訳、日本評論社(世界古典文庫) 1949
- 『どんな賢人にもぬかりはある』オストロフスキー著、日本評論社(世界古典文庫) 1949
- 『闇の王国』ドブロリューボフ著、日本評論社(世界古典文庫) 1949
- 『ロシヤ語初級コース』ポターポヴァ著、白水社 1958
- 『ポータブル・チェーホフ』飯田規和共編訳、パトリア書店(パトリア・ブックス) 1960.
- 『速修ロシヤ語』ポターポヴァ著、飯田規和共訳、白水社 1962
- 『学習ロシヤ語』(全3巻) ポターポヴァ著、飯田規和共訳、白水社 1967
- 『母』ゴーリキィ著、岩崎書店(ジュニア版世界の文学) 1968